# Ellipteroides (Progonomyia) chiloensis
Ellipteroides (Progonomyia) chiloensis is een tweevleugelige uit de familie steltmuggen (Limoniidae). De soort komt voor in het Neotropisch gebied.